# 글리코시데이스

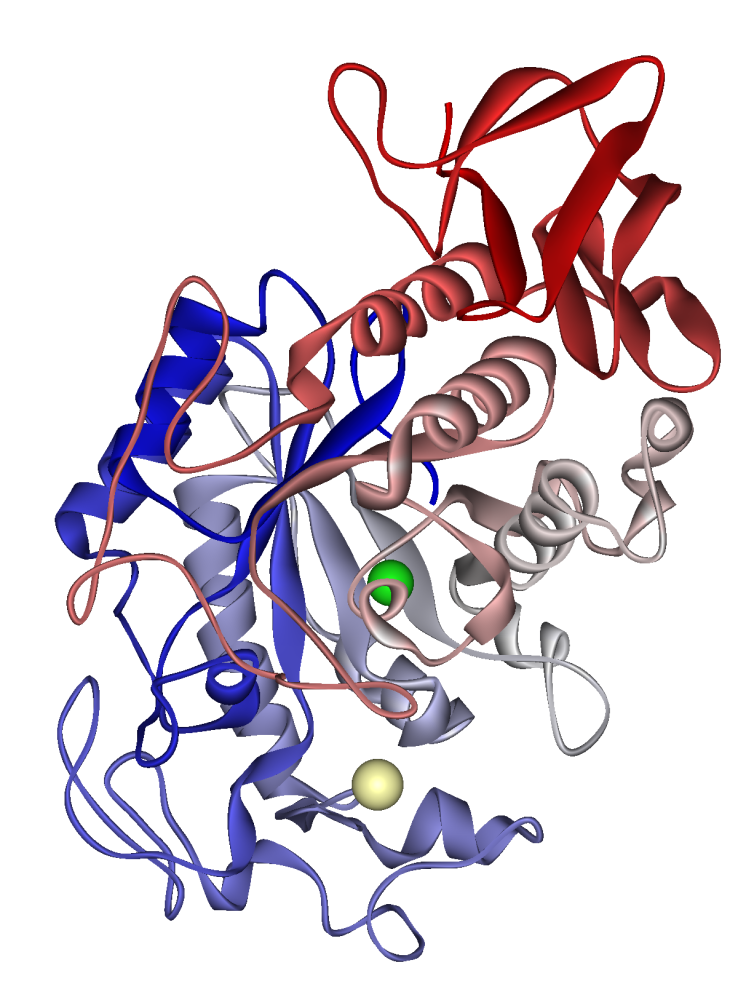
이자의 α-아밀레이스 1HNY, 글리코시데이스

글리코시데이스(영어: glycosidase)는 다당류에서 글리코사이드 결합의 가수분해를 촉매한다. 글리코사이드 가수분해효소(영어: glycoside hydrolase), 글리코실기 가수분해효소(영어: glycosyl hydrolase)라고도 한다. 글리코시데이스는 셀룰로스(셀룰레이스), 헤미셀룰로스, 녹말(아밀레이스)와 같은 바이오매스의 분해, 항균 방어 전략(예: 라이소자임), 발병기전(예: 바이러스 뉴라미니데이스) 및 정상 세포 기능(예: N-결합 당단백질 생합성에 관여하는 만노시데이스 트리밍)에서 역할을 하는 매우 일반적인 효소이다. 글리코실기전이효소와 함께 글리코시데이스는 글리코사이드 결합의 합성 및 분해를 위한 주요 촉매 기구를 형성한다.
|  |

## 같이 보기
- 가수분해효소
- 글리코실기전이효소
- 아밀레이스